# Getto w Zbarażu
Getto w Zbarażu – getto dla ludności żydowskiej utworzone w grudniu 1942 roku przez okupacyjne władze hitlerowskie w czasach II wojny światowej w Zbarażu. 
W 1942 roku, jeszcze przed utworzeniem getta, Niemcy w kilku deportacjach wywieźli ze Zbaraża do obozu zagłady w Bełżcu blisko 3 tys. Żydów, a ponad tysiąc zabili na miejscu. Na przełomie września i października 1942 roku do Zbaraża przesiedlono Żydów z Podwołoczysk i okolicznych wsi. Utworzone w grudniu 1942 roku getto liczyło 1,5 tys. osób.
Likwidacja getta nastąpiła w okresie od kwietnia do czerwca 1943 roku. 7 kwietnia 1943 roku rozstrzelano około tysiąca Żydów, a 19 czerwca 1943 roku około pięciuset. 
Pomnik ku czci rozstrzelanych postawiono w pobliżu szpitala miejskiego w Zbarażu.